# 中央構造線博物館
中央構造線博物館（ちゅうおうこうぞうせんはくぶつかん）は、長野県下伊那郡大鹿村にある日本で唯一の中央構造線の専門博物館。顧問の河本和朗（2021年3月まで学芸員）は、日本の中央構造線研究の第一人者である。

## 概要
北川露頭から剥ぎ取った実物標本や、村内で採集された岩石の標本・断層に関する各種資料の展示に加えて、昭和36年梅雨前線豪雨における土砂災害による被害（中央構造線上に位置する大西山の崩落も含む）や防災に関する展示が行われている。また、「大鹿村の東西15km、南北25kmが博物館」と位置付けて、北川・安康露頭（長野県天然記念物）や、周辺の観察ルートの管理・清掃なども行っている。

## 施設データ
開館時間
9:30 - 16:30
休館日
12月28日 - 1月3日
月曜・火曜（4月 - 11月の間は祝日であれば開館）
入館料
大人500円、小中高生200円（村民・団体割引及び年間利用制度あり）
料金は隣接するろくべん館と共通